# Stagno Velký Pařezitý
Lo stagno Velký Pařezitý è una riserva naturale presso Řásná nel distretto di Jihlava all'altitudine di 670-680 m s.l.m. È gestito dall'Agenzia per la conservazione della natura e del paesaggio della Repubblica Ceca a Havlíčkův Brod.
L'area è sottoposta a tutela per preservare il tipico campionario di biocenosi boschive d'acquitrino delle più elevate alture boemo-morave e di specie vegetali rare e protette, sparse nel territorio di questo vasto complesso d'acque oligotrofe, ontaneti di palude e torbiere.

## Storia
Lo stagno fu impiantato artificialmente nel 1565 dal nobile umanista Zaccaria di Hradec, per svolgere fin dall'inizio alcune funzioni di impianto idrico, come l'approvvigionamento d'acqua potabile per la città di Telč. Anticamente l'acqua veniva drenata dal bacino della Jihlava al torrente Telčský nel bacino della Thaya. All'epoca dell'impianto dell'acquitrino furono conservati sul fondo numerosi ceppi (in ceco pařezy) d'albero del bosco originario, da cui il nome di Velký Pařezitý. In tempi moderni lo stagno è usato per l'allevamento estensivo di pesci e funge ancora da fonte di riserva per l'approvvigionamento idrico di Telč.

## Geologia
Il sottosuolo roccioso è costituito da granito a due miche a grana fine o media. Nell'ampia gravina si è creata una torbiera relativamente estesa. Nelle regioni collinari di Jihlava essa si approfondisce e il massimo spessore rilevato della torba misura 4,5 m. Sul fondo dello stagno e sotto lo sbarramento si trovano sedimenti fluviali; oltre il terreno torboso vi si sono sviluppati gel di torba.

## Flora
La vegetazione d'acqua stagnante pura è relativamente povera; molto ridotta anche la flora alghifera. Tra le piante vascolari si trovano l'erba vescica delle risaie (Utricularia australis) e il poligono anfibio (Persicaria amphibia).
Sulle sponde dello stagno (cioè in acque poco profonde) si sono formate colonie di alte carici, che sulla riva di sud ovest mutano in frammenti di piccole dimensioni di colonie di carici e sfagni, con carici cenerine (Carex canescens), boeme (Carex bohemica), potentille palustri (Potentilla palustris), pennacchi a foglie strette (Eriophorum angustifolium), mazze d'oro (Lysimachia thyrsiflora) e viole palustri (Viola palustris).
La parte botanicamente più preziosa della riserva è la cosiddetta Vejtopa sulle rive ovest e sud ovest dello stagno. La profonda palude ha acquistato natura di palude torbosa di tipo notevole con betulle pubescenti (Betula pubescens), bianche (Betula pendula) e sparsi abeti rossi (Picea abies). Il piano erbaceo di questa vegetazione è formato da cannelle delle abetine (Calamagrostis villosa) e da alcuni altri sedimenti, e richiama così il carattere della foresta boreale.

### Silvicoltura
La riserva ospita specie vegetali boschive diffuse in un'area di 5,7 ha e la loro gestione è soggetta all'apposito piano di tutela. I vegetali boschivi di zona umida ai piedi dello sbarramento sono difficilmente accessibili e rimangono perciò affidati al loro ciclo naturale. Negli habitat acquitrinosi i pecci sviluppano un sistema di radici superficiali, restando così esposti alla furia del vento; è perciò tipico, nella reintegrazione del bosco, introdurre progressivamente nella vegetazione l'abete e il faggio. Altra ragione sottostante a questa scelta è la preferibilità di avvicinare la vegetazione alla struttura originale della specie e di sfruttare al meglio la rigenerazione spontanea dell'abete rosso. Tra gli esemplari giovani di queste piante è importante mantenere una potatura leggera per ottenere corone profonde e incrementare così la stabilità della futura vegetazione. La Vejtopa è estranea all'area di coltivazione.

## Fauna
Nel territorio della riserva vive una quantità di specie di insetti, aracnidi e piccoli vertebrati tirfofili (di torbiera) e di zona umida. Tra gli anfibi si incontrano qui la raganella (Hyla arborea), la rana comune (Rana esculenta), la rana alpina (Rana temporaria) e il tritone comune (Lissotriton vulgaris). Lo stagno è anche rifugio di varie specie di uccelli acquatici.

## Manutenzione
Con il drenaggio dello stagno nell'autunno 2018 è iniziata la riparazione della diga, il cui completamento è atteso per settembre 2019.